# Meridionali Americae
Meridionali Americae (deutsch: Für das südliche Amerika) ist eine Enzyklika von Papst Pius IX., mit ihr drückte er am 30. September 1865, gegenüber dem südamerikanischen Episkopat, seine Freude über die Zunahme einheimischer Priester aus. In dieser sehr kurz gefassten Enzyklika erinnerte er an die anfänglichen Probleme und erklärte, dass er von den bevorstehenden Schwierigkeiten unterrichtet sei. Der Papst ermunterte die Bischöfe „an den Priesterseminaren weiterhin einheimische Priester“ auszubilden und wünschte ihnen hierzu viel Erfolg und Gottes Segen.